# Stewart Butterfield
Daniel Stewart Butterfield, né Dharma Jeremy Butterfield le 21 mars 1973, est un homme d'affaires et milliardaire canadien, surtout connu pour avoir cofondé le site Web de partage de photos Flickr et l'application de messagerie Slack.

## Jeunesse et éducation
En 1973, Butterfield est né à Lund, en Colombie-Britannique, de Norma et David Butterfield. Pendant les cinq premières années de sa vie, il grandit dans une cabane en rondins sans eau courante ni électricité. Sa famille vit dans une commune éloignée du Canada après que son père ait fui les États-Unis pour éviter d'être enrôlé pour la guerre du Viêt Nam,. Sa famille déménage à Victoria lorsqu'il a cinq ans. Enfant, il apprend par lui-même à coder et change son nom en Stewart à l'âge de 12 ans.
Butterfield fait ses études à la St. Michaels University School à Victoria, et gagne de l'argent en concevant des sites Web universitaires. Il obtient un baccalauréat en philosophie de l'université de Victoria en 1996 et obtient ensuite une maîtrise en philosophie du Clare College de Cambridge en 1998.

## Carrière
En 2000, Butterfield travaille avec Jason Classon pour créer une startup appelée Gradfinder.com,. À la suite du rachat de cette entreprise, il travaille en tant que concepteur de sites Web indépendant. Il crée aussi le concours 5K, récompensant les personnes capables de concevoir des sites Web de moins de 5 kilo-octets.

### Ludicorp et Flickr
À l'été 2002, il cofonde Ludicorp avec Caterina Fake et Jason Classon à Vancouver. Ludicorp développe initialement un jeu de rôle en ligne massivement multijoueur appelé Game Neverending. Après l'échec du lancement du jeu, la société lance un site Web de partage de photos appelé Flickr. En mars 2005, Ludicorp est racheté par Yahoo!, où Butterfield continue en tant que directeur général de Flickr jusqu'à ce qu'il quitte Yahoo! le 12 juillet 2008,.

### Tiny Speck
En 2009, Butterfield cofonde une nouvelle entreprise appelée Tiny Speck. Son premier projet est le jeu massivement multijoueur Glitch, le 27 septembre 2011. Ce dernier est ensuite fermé en décembre 2012 en raison de son incapacité à attirer un public suffisamment large,. En janvier 2013, la société annonce que les ressources graphiques du jeu sont disponibles sous une licence Creative Commons.

### Slack
En août 2013, Butterfield annonce la sortie de Slack, un outil de communication d'équipe reposant sur une messagerie instantanée, construit en parallèle de Glitch,. Après sa sortie publique en février 2014, l'outil connaît une croissance hebdomadaire de 5 à 10 %, avec plus de 120 000 utilisateurs quotidiens enregistrés au cours de la première semaine d'août,. En décembre 2015, Slack avait levé 340 millions de dollars américains en capital-risque et comptait plus de 2 millions d'utilisateurs actifs quotidiens, dont 570 000 étaient des clients payants.
En juin 2019, la société annonce son introduction en bourse avec un prix d'ouverture de 38,50 $ et une capitalisation boursière de 21,4 milliards de dollars américains,. En décembre 2020, Salesforce confirme son intention d'acheter Slack pour 27,7 milliards de dollars.

## Récompenses et honneurs
En 2005, Butterfield est nommé l'un des "Top 50 Leaders" de Businessweek dans la catégorie entrepreneur. La même année, il est nommé dans le TR35, une liste rassemblée par le MIT dans sa MIT Technology Review des 35 meilleurs innovateurs au monde de moins de 35 ans,. 
En 2006, il est nommé dans le « Time 100 », la liste des 100 personnes les plus influentes au monde et fait la couverture du magazine Newsweek,. En novembre 2008, Butterfield reçoit le « Legacy Distinguished Alumni Award » de l'université de Victoria.
En 2015, Stewart est nommé Innovateur technologique du Wall Street Journal pour 2015.

## Vie privée
Stewart Butterfield est marié à Caterina Fake, la cofondatrice avec lui de Flickr, de 2001 à 2007,. Ils ont une fille ensemble, née en 2007. 
En mai 2019, il se fiance à Jennifer Rubio, cofondatrice d'Away Luggage.